# Shane Filan
Shane Steven Filan (Sligo, 5 juli 1979) is een Ierse zanger en songwriter. Hij was een van de hoofdzangers en frontman van de jongensband Westlife tot de groep in 2012 opgeheven werd. Nadat de groep ontbonden werd, debuteerde Filan met zijn soloalbum You and Me dat hij in 2013 uitbracht.
- International Standard Name Identifier: 0000 0001 3185 8884
- Library of Congress Control Number: no2015072345
- MusicBrainz: 9094ecdf-8995-4af1-86be-3810140a1e2c
- Virtual International Authority File: 316390997
- WorldCat: E39PBJwHpbDDDBCcmcj6qwkMT3